# Cissus serroniana
Cissus serroniana är en vinväxtart som först beskrevs av Auguste François Marie Glaziou, och fick sitt nu gällande namn av J.A. Lombardi. Cissus serroniana ingår i släktet Cissus och familjen vinväxter. Inga underarter finns listade i Catalogue of Life.